# 岡野知十
岡野 知十（おかの ちじゅう、安政7年2月19日（1860年3月11日） - 昭和7年（1932年）8月13日）は、俳人。本名は、岡野 敬胤。通称は正之助、別号は正味。旧姓は木川。
北海道日高様似（現在の様似郡様似町）に生まれる。
1901年（明治34年）8月『半面』を創刊し、「新々派」俳風を鼓吹、正岡子規の「日本派」や角田竹冷の秋声会に対した。
俳書の収集に努めた。集めた俳書は、関東大震災後に東京帝国大学の図書館に寄贈され、「知十文庫」として収められている。
子に仏文学者の岡野馨がいる。

## 編著書
- 可愛良集 初篇 / 岡野敬胤 1883.5
- 雨華抱一 / 岡野敬胤 裳華房 1900.5 (文芸叢書)
- 晋其角 / 岡野知十(敬胤) 裳華房 1900.5 (文芸叢書第1編)
- 俳諧風聞記 白鳩社 1902.12
- 俳趣と画趣 自然社 1905.9
- 玉菊とその三味線 小田原書房 1920
- 鶏旭 第1-2集 小田原書房 1921
- 湯島法楽 郊外社 1924
- 蕪村その他 俳諧一家言 郊外社 1924
- 鶯日 乾、坤 知十句集 岡野馨 1933
- 味余 岡野馨 1934